# Hans Winkler (Botaniker)
Hans Winkler (* 23. April 1877 in Oschatz; † 22. November 1945 in Dresden; vollständiger Name: Johannes Karl Albert Winkler) war ein deutscher Botaniker. Sein offizielles botanisches Autorenkürzel lautet „H.K.A.Winkl.“.

## Leben
Hans Winkler kam als Sohn des Schulrates und Bezirksschulinspektors in Oschatz, Johannes Florens Winkler (1840–1923), und dessen Ehefrau Elise zur Welt. Er besuchte das Gymnasium in Freiberg und studierte im Anschluss (1895–1898) in Leipzig und Kiel Naturwissenschaften. 1898 promovierte in Leipzig bei Wilhelm Pfeffer und wurde 1899 Assistent bei Hermann Vöchting in Tübingen, wo er auch 1901 habilitierte.
Er war 1906 Professor für Botanik an der Universität Tübingen, seit 1912 an der Universität Hamburg und leitete dort das Institut für Allgemeine Botanik. Winkler war Mitbegründer und Mitherausgeber der Zeitschrift „Planta“. Er gewann 1926 Emil Heitz als wissenschaftlichen Mitarbeiter. 1926 wurde Winkler korrespondierendes Mitglied der Bayerischen Akademie der Wissenschaften und 1927 der damaligen Preußischen Akademie der Wissenschaften. Er prägte die Begriffe „Genom“ und „Apomixis“. Im Jahr 1934 wurde er zum Mitglied der Leopoldina gewählt.
Winkler arbeitete auch an der Universität Neapel in Italien, wo er die Physiologie der Algengattung Bryopsis untersuchte.
Im September 1933 schloss er sich dem NS-Lehrerbund an und unterzeichnete am 11. November 1933 das Bekenntnis der deutschen Professoren zu Adolf Hitler. 1937 trat er der NSDAP bei.

## Solanum tubingense

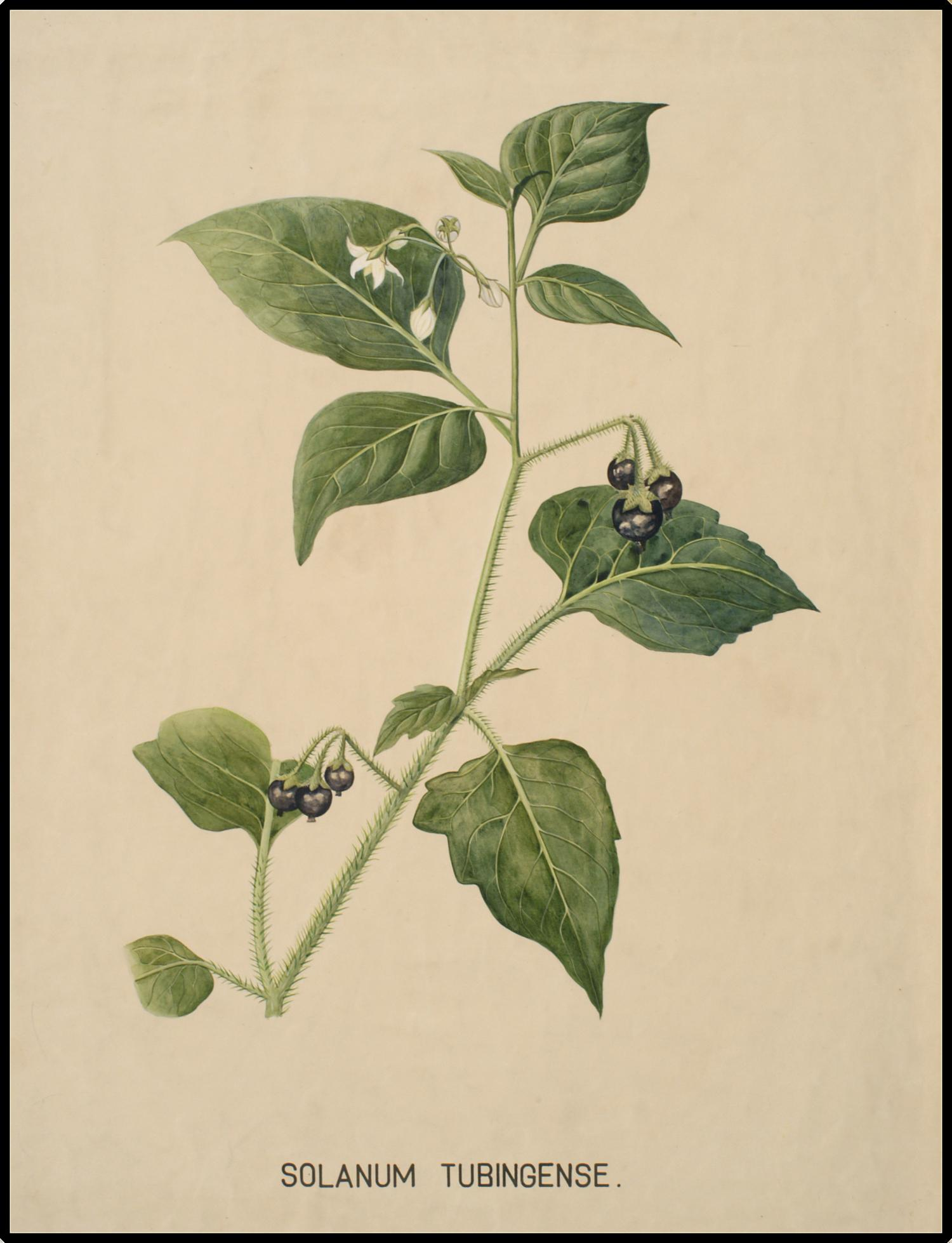
Solanum tubingense, ein echter Pfropfbastard zwischen Tomate und Schwarzem Nachtschatten

Winkler erzeugte durch Keilpfropfung den Solanum tubingense, einen echten Pfropfbastard zwischen Tomate und Nachtschatten. Winkler pfropfte Solanum nigrum auf Solanum lycopersicum. Die erste Mischform, die Winkler erhielt, zeigte auf einer Seite den Habitus von Solanum lycopersicum und auf der anderen Seite den von Solanum nigrum und wurde von ihm daher erst "Chimäre" und später "Periklinalchimäre" genannt.
Nach der Verwachsung der beiden Komponenten köpfte er das Produkt bis unter den Einsatz des Reises. Da die Solanaceen die Eigenschaft haben, viele Adventivknospen zu bilden, erschienen überall, auch an den Stellen, wo sich Impfling und Unterlage berührten, eine Menge Adventivknospen. Diese Knospen wurden isoliert und neben Chimären, die auf der einen Seite Nigrum- auf der anderen Lycopersicum-Pflanzen waren, erhielt Winkler auch Mischformen, die durchaus den
morphologischen Anforderungen an Bastarde entsprachen, was sowohl die Blätter als auch die Blüten betraf. Es war ihm gelungen, durch Pfropfen Zwischenformen, Bastarde zu schaffen. Mehr noch, diese Pfropfbastarde schlugen wie andere Pfropfbastarde zu ihren Elternformen zurück. Winkler nannte den Bastard Solanum tubingense nach der Universitätsstadt Tübingen. Er führte mit ihm Kreuzungsversuche durch und beobachtete die weiteren Generationen.

## Das Genom
"Ich schlage vor, für den haploiden Chromosomensatz, der im Verein mit dem zugehörigen Protoplasma die materielle Grundlage der systematischen Einheit darstellt, den Ausdruck: das Genom zu verwenden und Kerne, Zellen und Organismen, in denen ein gleichartiges Genom mehr als einmal in jedem Kern vorhanden ist, homogenomatisch zu nennen, solche dagegen, die verschiedenartige Genome im Kern führen, heterogenomatisch."

## Schriften
- Über Parthenogenesis und Apogamie im Pflanzenreich. In: Prog. Rei. Bot. 4/1908, S. 293–454
- Solanum tubingense, ein echter Pfropfbastard zwischen Tomate und Nachtschatten. In: Berichte der Deutschen Botanischen Gesellschaft 26a/1908, S. 595–608
- Verbreitung und Ursache der Parthenogenesis im Pflanzen- und Tierreiche. Fischer, Jena 1920
- Über die Rolle von Kern und Protoplasma bei der Vererbung. In: Zeitschrift für induktive Abstammungs- und Vererbungslehre 33/1924, S. 238–253
- Die Konversion der Gene: Eine vererbungstheoretische Untersuchung. Fischer, Jena 1930